# Calcium-43
Calcium-43 of 43Ca is een stabiele isotoop van calcium, een aardalkalimetaal. Het is een van de vijf stabiele isotopen van het element, naast calcium-40, calcium-42, calcium-44 en calcium-46. Van de radio-isotoop calcium-41 komen op Aarde sporen voor. De abundantie van calcium-43 op Aarde bedraagt 0,135%.
Calcium-43 ontstaat onder meer bij het radioactief verval van kalium-43 en scandium-43.
34Ca · 35Ca · 36Ca · 37Ca · 38Ca · 39Ca · 40Ca · 41Ca · 42Ca · 43Ca · 44Ca · 45Ca · 46Ca · 47Ca · 48Ca · 49Ca · 50Ca · 51Ca · 52Ca · 53Ca · 54Ca · 55Ca · 56Ca · 57Ca · 58Ca · 59Ca · 60Ca